# Hyponephele huebneri
Hyponephele huebneri is een vlinder uit de onderfamilie Satyrinae van de familie Nymphalidae (aurelia's). De wetenschappelijke naam is voor het eerst geldig gepubliceerd in 1980 door Kocak.
De soort komt voor in Europa.